# Linguaglossa
Linguaglossa é uma comuna italiana da região da Sicília, província de Catania, com cerca de 5.287 habitantes. Estende-se por uma área de 58 km², tendo uma densidade populacional de 91 hab/km². Faz fronteira com Calatabiano, Castiglione di Sicilia, Piedimonte Etneo, Sant'Alfio.

## Demografia
| Variação demográfica do município entre 1861 e 2011                               |
|                                                                                   |
| Fonte: Istituto Nazionale di Statistica (ISTAT) - Elaboração gráfica da Wikipedia |